# Bruno Petković
Bruno Petković (* 16. September 1994 in Metković) ist ein kroatischer Fußballspieler, der seit Juli 2025 beim türkischen Erstligisten Kocaelispor unter Vertrag steht. Der Stürmer ist seit März 2019 kroatischer Nationalspieler.

## Vereinskarriere

### Jugend
Der in der südkroatischen Stadt Metković geborene Bruno Petković begann im Alter von acht Jahren mit dem Fußballspielen beim lokalen Verein ONK Metković. Drei Jahre später wechselte er in die Jugendabteilung des größeren Vereins NK Neretva Metković, bevor er 2007 in die bekannte Nachwuchsakademie von Dinamo Zagreb eintrat. Zwei Jahre später verließ er diese und schloss sich dem Stadtrivalen NK Zagreb an, die er ein Jahr später wieder in Richtung des NK HAŠK, eines weiteren Vereins aus Zagreb, verließ. In der Saison darauf stand er für NK Hrvatski dragovoljac auf dem Platz.

### Catania Calcio
Im Sommer 2012 wechselte er nach Italien in die Jugend des Erstligisten Catania Calcio. Bei Catania erhielt er vorerst bis Januar 2013 keine Spielberechtigung und anschließend in der U19-Mannschaft zu spielen. Parallel dazu war er beim 2:1-Heimsieg (22. Spieltag) gegen den AC Florenz erstmals im Spieltagskader der ersten Mannschaft gelistet, wurde aber nicht berücksichtigt. Am 19. Mai 2013, dem letzten Spieltag der Saison 2012/13, bestritt er beim 2:2-Unentschieden gegen den FC Turin sein Debüt in der höchsten italienischen Spielklasse, als er in der Schlussphase für Papu Gómez eingewechselt wurde. In der Primavera C kam er in dieser Spielzeit zu 10 Einsätzen für die U19, in denen er drei Treffer erzielen konnte.
Zur folgenden Spielzeit 2013/14 wurde er in die erste Mannschaft befördert und erhielt die Rückennummer 32. Nachdem sich Catania in der vorigen Saison noch im oberen Mittelfeld platzieren konnte, geriet man in dieser Spielzeit bereits früh in den Abstiegskampf. Petković saß dabei häufig auf der Ersatzbank, wurde aber nur sporadisch berücksichtigt. Deshalb kam teilweise auch in der U19 zum Einsatz, wo er in sieben Ligaspielen zwei Mal traf. Den Abstieg der ersten Mannschaft in die Serie B konnte Petković mit nur vier Ligaeinsätzen nicht verhindern.

#### Leihen zu Varese, Reggiana und Virtus Entella
Nachdem er zu Beginn der Saison 2014/15 bei Catania außen vor war, wechselte er am 1. September 2014 auf Leihbasis für die gesamte Spielzeit zu Varese Calcio. Bereits in seinem ersten Ligaspiel am 7. September 2014 (2. Spieltag) bei der 2:4-Auswärtsniederlage gegen den FC Carpi konnte er treffen. Trotz dieses Tores konnte er sich in den nächsten Spielen nicht in der Startformation etablieren. Nach nur acht Ligaspielen, in denen er ein Tor erzielen konnte, wurde er nach Catania zurückbeordert und sofort an den Drittligisten AC Reggiana weiterverliehen. Sein erstes Ligaspiel absolvierte er am 15. Februar 2015 (25. Spieltag) beim 2:0-Heimsieg gegen die US Città di Pontedera, als er in der Schlussphase für Luca Giannone eingewechselt wurde. Sein erstes Tor markierte er am 8. April 2015 (Wiederholungsspiel des 24. Spieltags) beim 1:1-Unentschieden gegen den AC Pisa. Für Reggiana kam er in der Rückrunde auf 15 Ligaspiele, in denen er vier Tore erzielte.
Catania wurde in der Saison 2014/15 aufgrund von eingeräumten Spielmanipulationen in die Serie C zwangsabsteigen. Trotz dessen wurde er nach seiner Rückkehr weiterhin nicht berücksichtigt und an den Zweitligisten Virtus Entella ausgeliehen. Sein erstes Ligaspiel bestritt er am 15. September 2015 (Wiederholungsspiel des 1. Spieltag) bei der 0:1-Auswärtsniederlage gegen Ascoli Picchio. Erstmals traf er am 26. September 2015 (5. Spieltag) bei der 2:4-Auswärtsniederlage gegen Trapani Calcio erzielte er seinen ersten Saisontreffer. Beim Verein aus Chiavari wurde er als Einwechselspieler eingesetzt und Ende Januar 2016 wurde er nach 13 Ligaspielen, in denen er ein Tor erzielen konnte, wieder zu Catania Calcio zurückbeordert.

### Trapani Calcio
Am 1. Februar 2016 wechselte er auf Leihbasis mit Kaufoption zum Zweitligisten Trapani Calcio. Dort absolvierte er am 8. Februar 2016 (25. Spieltag) beim 2:2-Unentschieden gegen Como Calcio seinen ersten Einsatz. Am 9. April 2016 (35. Spieltag) traf er beim 4:1-Auswärtssieg gegen den FC Modena doppelt. In dieser Saison 2015/16 bestritt er insgesamt 34 Ligaspiele, in denen er acht Tore und acht Vorlagen sammeln konnte.
Am 22. Juni 2016 wurde die Kaufoption in Höhe von 300.000 Euro aktiviert, wobei Catania Calcio 25 Prozent des zukünftigen Verkaufserlöses garantiert wurden. In der Hinrunde der Spielzeit 2016/17 erzielte der Stürmer jedoch nur drei Tore in 17 Ligaspielen.

### FC Bologna
Am 12. Januar 2017 wechselte Bruno Petković für eine Ablösesumme in Höhe von 1,2 Millionen Euro zum Erstligisten FC Bologna. Sein Debüt gab er am 4. Februar 2017 (23. Spieltag) bei der 1:7-Heimniederlage gegen den SSC Neapel. Bei den Rossoblù wurde er nur als Rotationsspieler eingesetzt und kam in 12 Ligaspielen zum Einsatz, in denen er ohne Torerfolg blieb. Diesen Status behielt er in der folgenden Saison 2017/18 bei und erzielte bis Januar 2018 in neun Ligaspielen erneut kein Tor.

#### Leihe zu Hellas Verona
Am 11. Januar 2018 wechselte Petković auf Leihbasis bis zum Saisonende zum Ligakonkurrenten Hellas Verona. Sein erstes Ligaspiel bestritt er am 21. Januar 2018 (21. Spieltag) bei der 0:3-Heimniederlage gegen den FC Crotone. Er stand bei den Gialloblu häufig in der Startformation, erzielte aber in 16 Ligaspielen kein einziges Tor.

### Dinamo Zagreb
Am 6. August 2018 wechselte Bruno Petković in einem Leihgeschäft mit Kaufoption zurück in seine Heimat zum Erstligisten Dinamo Zagreb. Am 17. August 2018 (4. Spieltag) debütierte er beim 2:1-Heimsieg gegen den NK Osijek in der höchsten kroatischen Spielklasse, als er in der 80. Spielminute für Mario Gavranović eingewechselt wurde. Zehn Minuten später erzielte er ein Eigentor. Eine Woche später (5. Spieltag) traf er beim 1:0-Heimsieg gegen den NK Lokomotiva Zagreb zum Sieg. Er etablierte sich rasch in der Startformation von Cheftrainer Nenad Bjelica und die Kaufoption in Höhe von einer Million Euro wurde am 21. Januar 2019 aktiviert. In dieser Saison 2018/19 erzielte er in 25 Ligaspielen neun Tore und bereitete sechs weitere Treffer vor.
Mit vier Toren und zwei Vorlagen in sechs Qualifikationsspielen trug er wesentlich zum Erreichen der Gruppenphase bei. Seine starken Leistungen brachten ihm am 13. September 2019 einen neuen Fünfjahresvertrag ein.

### Kocaelispor
Im Juli 2025 wechselte er in die Türkei zu Kocaelispor und unterschrieb dort einen Vertrag bis 2027.

### Nationalmannschaft
Am 13. August 2013 absolvierte Bruno Petković beim 5:0-Auswärtssieg gegen Liechtenstein im Qualifikationsspiel zur U21-Europameisterschaft 2015 sein einziges Länderspiel für die kroatische U21-Nationalmannschaft, in dem er ein Tor erzielte.
Am 21. März 2019 debütierte er beim 2:1-Heimsieg gegen Aserbaidschan im Qualifikationsspiel zur Europameisterschaft 2021 in der A-Nationalmannschaft. Sein erstes Tor erzielte er bei der 1:2-Niederlage in einem freundschaftlichen Länderspiel gegen Tunesien. Zur erfolgreichen Qualifikation trug er mit vier Toren und einer Vorlage in sieben Einsätzen wesentlich bei. Bei der Europameisterschaft 2021 war er Bestandteil des kroatischen Kaders, welcher bei dem Turnier im Achtelfinale gegen Spanien ausschied.

## Erfolge
Dinamo Zagreb
- Kroatischer Meister: 2018/19
- Kroatischer Supercupsieger: 2019

Auszeichnungen
- Football Oscar – Prva HNL Spieler des Jahres: 2019
- Tportal Spieler des Jahres: 2019